# Ландиші
Ла́ндиші (рос. Ландыши, чув. Лантăш) — присілок у Чувашії Російської Федерації, у складі Орінінського сільського поселення Моргауського району.
Населення — 70 осіб (2010; 74 в 2002, 88 в 1979; 87 в 1939).

## Історія
Присілок утворений 1930 року при створенні колгоспу «Ландиш». Входив до складу Татаркасинського району, 1939 року — до складу Сундирського, 1944 року — до складу Моргауського, 1959 року — повернуто до складу Сундирського, 1962 року — до складу Чебоксарського, 1964 року — до складу Моргауського району.

## Господарство
У присілку діє магазин.